# 伊東尹祐
伊東 尹祐（いとう ただすけ）は、戦国時代の武将、日向国の戦国大名。日向伊東氏8代（伊東氏13代）当主。室町幕府将軍足利義尹（義稙）から偏諱を受け尹祐を称す。

## 略歴
文明17年（1485年）、父・伊東祐国が島津忠昌（武久）と戦い戦死したため、その跡を継いで当主となった。幼少であったため暫くは目立った行動は無かったが、成長すると父の仇を討つと共に領土を拡大するため島津氏を攻め立てた。この状況をみた豊後国の大友氏が島津氏と伊東氏の和睦を仲介し、明応4年（1495年）、島津忠昌は伊東氏へ日向三俣院1000町を割譲し両者の和睦が成立した。その後、永正元年（1504年）、都之城に兵を進めたが、北郷数久の前に撤退する。
あるとき、尹祐は美貌の福永祐炳の娘を側室に所望する。その娘は既に垂水又六と婚姻していたが、尹祐は半ば強引に別れさせ側室に迎えたという（又六には河崎氏の息女を娶せた）。永正7年（1510年）、寵愛する福永氏の娘が懐妊すると尹祐は、その子が男子であれば中村氏との間に生まれていた子を廃嫡しようと企図する。綾の地頭で家老の長倉若狭守祐正と垂水但馬守祐元はこれを諌めたがために不興を買い、なおかつ綾地頭職を欲していた稲津越前守重頼の讒言もあって対立、身の危険を感じた祐正らが9月1日に綾城に立て籠もったため、綾の乱と呼ばれる混乱を招いた。事件は10月17日に両名が切腹したことで決着し、乱の最中の9月13日に誕生した祐充が尹祐の後継者と定められた。
島津氏や北郷氏との抗争で日向南部を着実に掌握、その大半を版図に治めることに成功した。大永2年（1522年）には弟の祐梁・祐武を派遣し北郷氏の都之城を攻撃させ、翌大永3年（1523年）には北原氏と同盟し北郷氏の支城である野々美谷城を攻撃し、落城させたものの、尹祐はその陣中にて没した。享年56。弟・祐梁も一月後の12月10日に急逝してしまったため、城を放棄せざるを得なくなった。
家督は子の祐充が継いだが幼かったため、外戚の福永祐炳ら福永一族が家中で専権を振るうようになった。また、尹祐が女色に溺れた結果、尹祐以降に伊東氏の分裂や家臣団の離反を生み、最終的には外戚福永氏が薩摩島津氏に寝返るに至り、伊東氏は日向の地を追われることとなる。